# Вунш, Франц
Франц Вунш (нем. Franz Wunsch; 21 марта 1922, Дразенхофен, Австрия — 23 февраля 2009, Вена, Австрия) — австрийский унтершарфюрер СС, надзиратель концлагеря Освенцим.

## Биография
Франц Вунш родился 21 марта 1922 года. Вступил в СС в 18-летнем возрасте. Воевал на Восточном фронте пока не получил ранение колена и был признан непригодным для дальнейшей службы в армии. Затем Вунш был переведён в концлагерь Освенцим, где служил в административном отделе. В сентябре 1942 года был повышен до унтершарфюрера СС, был задействован в качестве надзирателя и командофюрера в охране лагеря, а также был начальником склада для хранения вещей. Свидетели описывали его как «ненавистника евреев», который жестоко избивал заключённых и участвовал как минимум раз в неделю в селекции узников. Его поведение изменилось после встречи со словацкой еврейкой Хеленой Цитроновой. Во второй день после прибытия в концлагерь Хелена спела ему серенаду на его день рождения. Он приносил ей еду и защищал от других охранников. Также Вунш спас её сестру от газовой камеры. 18 июля 1944 года полицейский суд СС в Катовице осудил Вунша за сокрытие вещи общей стоимостью 30 рейхсмарок. Пять недель его держали в одиночном заключении.

### После войны
После окончания войны работал коммивояжёром. 25 августа 1971 года был арестован и вместе с Отто Графом привлечён к суду в Вене. Обвинялся в отправке узников в газовую камеру и в жестоком обращении с ними. 27 июня 1972 года был оправдан.